# La Celle-Dunoise
La Celle-Dunoise é uma comuna francesa na região administrativa da Nova Aquitânia, no departamento de Creuse. Estende-se por uma área de 29,11 km². Em 2010 a comuna tinha 566 habitantes (densidade: 19,4 hab./km²).